# Polene
Polene este o localitate din comuna Slovenske Konjice, Slovenia, cu o populație de 186 de locuitori.